# Manhattan School of Music
Manhattan School of Music (MSM) – konserwatorium w USA w Nowym Jorku na Upper East Side.
Szkoła posiada uprawnienia do nadawania tytułów naukowych w zakresie muzyki (od muzyki poważnej do jazzu) w dziedzinie wykonania oraz kompozycji. Szkoła założona w 1917 roku przez Janet D. Schenck jako Neighborhood Music School, po przeniesieniu w obecne miejsce otrzymała nazwę Manhattan School of Music.